# Mothman

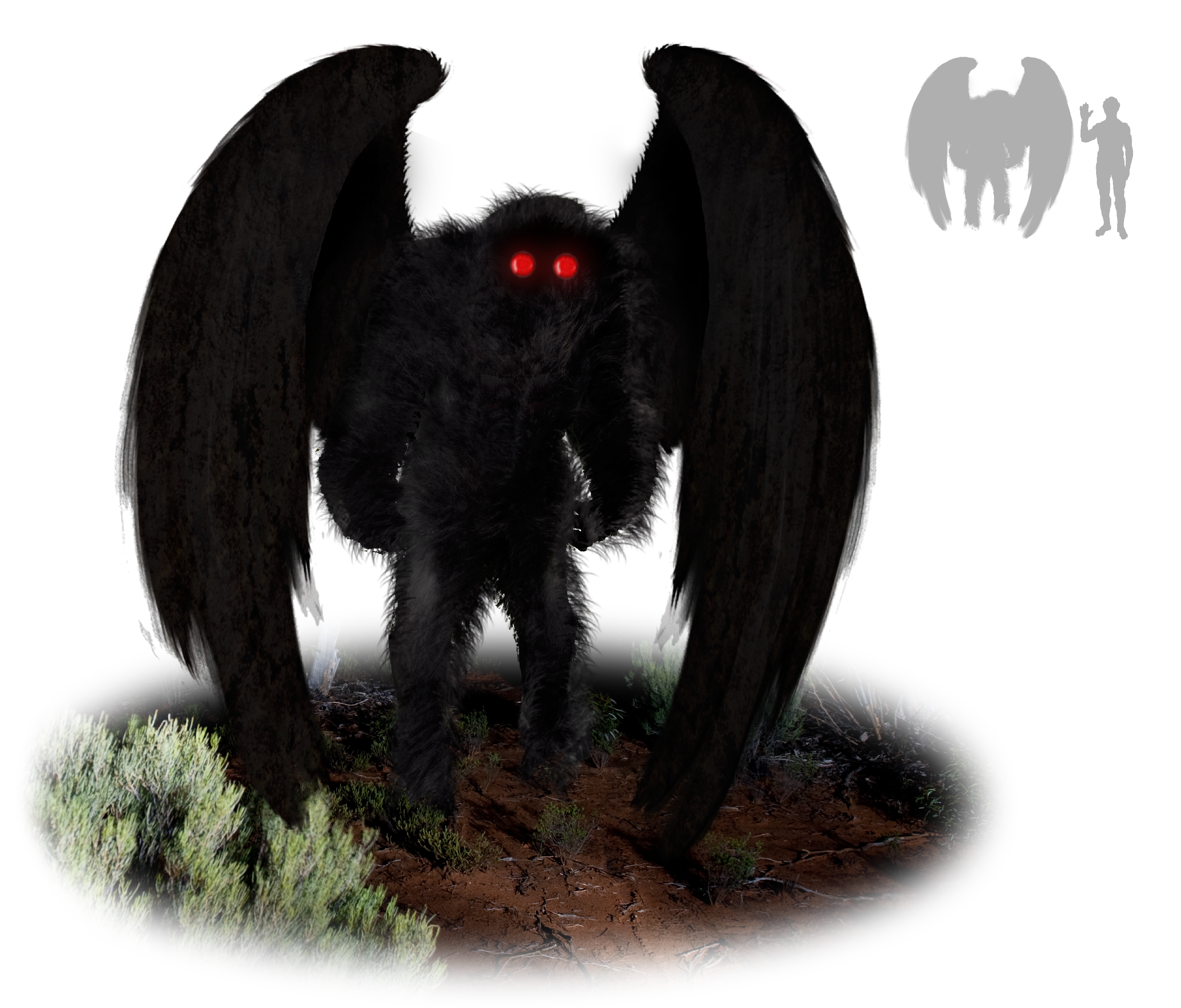
Een kunstenaar zijn impressie van de mothman.

De Mothman (nl: motman) is een fenomeen in de cryptozoölogie. Er zijn geen aantoonbare bewijzen voor het bestaan van de mothman.

## Kenmerken
Mothman is een naam die is gegeven aan een wezen dat waargenomen zou zijn in Point Pleasant (West Virginia) vanaf 12 november 1966 tot december 1967. Vrijwel alle ooggetuigen hebben het over een wezen met een lengte van ongeveer 3 meter en grote reflecterende rode ogen. Ook had het vleugels zoals een vlinder en veren in plaats van huid. Het wezen is ook een aantal keer waargenomen zonder hoofd en met zijn ogen in zijn borst. Het wezen is al een aantal keer gefotografeerd en blijkt alleen gezien te worden alvorens een grote ramp plaatsvindt.

## Ooggetuigenverhaal
De eerste waarneming van de Mothman was op 15 november 1966 bij Point Pleasant. Twee echtparen reden rond middernacht langs een verlaten TNT fabriek. Daar zagen ze een groot wezen met grote rode ogen staan. Het leek erop dat de ogen van het wezen in zijn schouders zaten. De ooggetuigen vluchtten in paniek met de auto bij het zien van het wezen. Zelfs met snelheden van 150 kilometer per uur bleef het wezen hun auto aanvallen. Pas toen ze een eind weg waren ging het wezen weg. 
Hierna gingen er meerdere gebeurtenissen, waarnemingen en geruchten over Mothman rond in Point Pleasant, waaronder een verhaal dat het wezen een hond had ontvoerd. Nadat in 1967 de Silver Bridge instortte, werd Mothman echter niet meer teruggezien.

## Hypothesen
Er zijn veel hypothesen over de ooggetuigenverklaringen maar geen van allen heeft nog een passend bewijs of het hier werkelijk een bestaand "dier" betreft. De meeste mensen zijn er echter van overtuigd dat de Mothman alleen gezien wordt als er een ramp staat te gebeuren. Bij de instorting van de brug in Point Pleasant zagen veel mensen rode lichten boven de brug en sommigen zeiden zelfs de Mothman te hebben gezien.